# Eugène Alexandre de Tour et Taxis
 (octobre 2022).
La mise en forme du texte ne suit pas les recommandations de Wikipédia : il faut le « wikifier ».
Les points d'amélioration suivants sont les cas les plus fréquents. Le détail des points à revoir est peut-être précisé sur la page de discussion.
- Les titres sont pré-formatés par le logiciel. Ils ne sont ni en capitales, ni en gras.
- Le texte ne doit pas être écrit en capitales (les noms de famille non plus), ni en gras, ni en italique, ni en « petit »…
- Le gras n'est utilisé que pour surligner le titre de l'article dans l'introduction, une seule fois.
- L'italique est rarement utilisé : mots en langue étrangère, titres d'œuvres, noms de bateaux, etc.
- Les citations ne sont pas en italique mais en corps de texte normal. Elles sont entourées par des guillemets français : « et ».
- Les listes à puces sont à éviter, des paragraphes rédigés étant largement préférés. Les tableaux sont à réserver à la présentation de données structurées (résultats, etc.).
- Les appels de note de bas de page (petits chiffres en exposant, introduits par l'outil «  Source ») sont à placer entre la fin de phrase et le point final[comme ça].
- Les liens internes (vers d'autres articles de Wikipédia) sont à choisir avec parcimonie. Créez des liens vers des articles approfondissant le sujet. Les termes génériques sans rapport avec le sujet sont à éviter, ainsi que les répétitions de liens vers un même terme.
- Les liens externes sont à placer uniquement dans une section « Liens externes », à la fin de l'article. Ces liens sont à choisir avec parcimonie suivant les règles définies. Si un lien sert de source à l'article, son insertion dans le texte est à faire par les notes de bas de page.
- La présentation des références doit suivre les conventions bibliographiques. Il est recommandé d'utiliser les modèles {{Ouvrage}}, {{Chapitre}}, {{Article}}, {{Lien web}} et/ou {{Bibliographie}}. Le mode d'édition visuel peut mettre en forme automatiquement les références.
- Insérer une infobox (cadre d'informations à droite) n'est pas obligatoire pour parachever la mise en page.

Pour une aide détaillée, merci de consulter Aide:Wikification.
Si vous pensez que ces points ont été résolus, vous pouvez retirer ce bandeau et améliorer la mise en forme d'un autre article.
Eugène Alexandre François, 1er prince de Tour et Taxis (en allemand : Eugen Alexander Franz Fürst von Thurn und Taxis, baptisé le 11 janvier 1652 et mort le 21 février 1714) fut le premier prince de Thurn et Taxis, ministre des Postes impériales et chef de la maison de Thurn et Taxis du 13 septembre 1676 jusqu'à sa mort.

## Début de la vie
Eugène Alexandre François était le deuxième fils de Lamoral II Claudius Franz, comte de Thurn et Taxis et de son épouse la comtesse Anna Franziska Eugenia de Horn. La date de sa naissance est inconnue, mais Eugène Alexandre François a été baptisé le 11 janvier 1652 à Bruxelles.

## Ministre des Postes
Après la mort de son père, Eugène Alexandre François a succédé aux postes de Ministre des Postes de la Reichspost impériale et des Pays-Bas espagnols. En 1681, le dernier roi d'Espagne des Habsbourg, Charles II, éleva Eugène Alexandre François, alors comte, au rang de prince hispano-néerlandais avec Braine-le-Château comme principauté titulaire (Principauté de la Tour et Tassis), et Léopold Ier, empereur romain germanique, le fit prince du Saint-Empire (« Fürst ») en 1695. L'admission au Conseil Impérial des Princes de la Diète d'Empire eut lieu en 1704. 
Après l'occupation française des Pays-Bas espagnols pendant la guerre de Succession d'Espagne, le nouveau roi d'Espagne Philippe V, petit-fils de Louis XIV de France, a déposé Eugène Alexandre François comme maître général des postes des Pays-Bas espagnols. En 1702, il a déplacé le siège de son système postal de Bruxelles à Francfort-sur-le-Main, d'où il est originaire.

## Mariage
Eugène Alexandre François s'est marié deux fois. Il épousa d'abord la princesse Anna Adelheid de Fürstenberg-Heiligenberg, fille cadette et enfant d'Hermann Egon, comte de Fürstenberg-Heiligenberg et de son épouse la comtesse Franziska de Fürstenberg-Stühlingen. Eugène Alexandre François et Anna Adelheid ont eu les enfants suivants :
- Comtesse Dorothée de Tour et Taxis (née et décédée en 1679)
- un fils dont le nom est inconnu (né et mort en 1680)
- Anselme-François de Tour et Taxis, 2e prince de Tour et Taxis (1681-1739) a épousé Maria Ludovika Anna Franziska, princesse de Lobkowicz
- Comte Jakob Lamoral de Tour et Taxis (? - ? )
- Comte Heinrich Franz de Tour et Taxis (né et mort en 1682)
- Comtesse Anna Franziska de Tour et Taxis (1683-1763) a épousé Franz Ernst, comte et Altgrave de Salm-Reifferscheidt
- Comtesse Eleonora Ferdinanda de Tour et Taxis (née et décédée en 1685)
- Comte Inigo Lamoral Maria Felix Franz de Tour et Taxis (né et mort en 1686)
- Comtesse Anna Theresia de Tour et Taxis (née et décédée en 1689)
- Comtesse Maria Elisabeth de Tour et Taxis (née et décédée en 1691)

Après la mort de sa première femme, Eugène Alexandre François épousa la comtesse Anna Augusta de Hohenlohe-Waldenburg-Schillingsfürst, fille de Ludwig Gustav, comte de Hohenlohe-Waldenburg-Schillingsfürst et sa seconde épouse Anna Barbara von Schönborn. Eugène Alexandre François et Anna Augusta ont eu les enfants suivants :
- Prince Lothar Franz de Tour et Taxis (1705–1712)
- Prince Maximilien Philipp de Tour et Taxis (né et mort en 1706)
- Prince Philipp Lamoral de Tour et Taxis (né et mort en 1708)
- Princesse Maria Josepha de Tour et Taxis (née et décédée en 1711)

## Honneurs
- Chevalier de l'Ordre Autrichien de la Toison d'or